# Véronique Lange
Véronique Lange (née le 9 février 1955 en Belgique) est une monteuse belge.

## Biographie
Véronique Lange est la fille du Docteur Louis Lange et originaire de Nassogne. Elle a obtenu en 1999 le César du meilleur montage pour son travail sur Taxi, sa première participation à un long métrage. Elle a collaboré ensuite à plusieurs reprises avec Claude Miller.

## Filmographie partielle
- 1998 : Taxi de Gérard Pirès
- 2001 : Betty Fisher et autres histoires de Claude Miller
- 2002 : Riders de Gérard Pirès
- 2003 : La Petite Lili de Claude Miller
- 2004 : Double Zéro de Gérard Pirès
- 2005 : Les Chevaliers du ciel de Gérard Pirès
- 2006 : Président de Lionel Delplanque
- 2006 : Le Serpent d'Éric Barbier
- 2007 : Un secret de Claude Miller
- 2008 : Les Enfants de Timpelbach de Nicolas Bary
- 2009 : Le Temps qu'il reste d’Elia Suleiman
- 2010 : Camping 2 de Fabien Onteniente
- 2011 : Et maintenant, on va où ? de Nadine Labaki
- 2011 : Voyez comme ils dansent de Claude Miller
- 2012 : Thérèse Desqueyroux de Claude Miller
- 2013 : Au bonheur des ogres de Nicolas Bary
- 2013 : En solitaire de Christophe Offenstein
- 2014 : Le Temps des aveux de Régis Wargnier
- 2015 : Être de Fara Sene
- 2015 : Belles Familles de Jean-Paul Rappeneau
- 2016 : Le Secret de la chambre noire de Kiyoshi Kurosawa
- 2017 : Le Petit Spirou de Nicolas Bary

## Récompenses et distinctions

### Récompenses
- 1999 : César du meilleur montage pour Taxi[1]

### Nominations
- 2008 : nomination au César du meilleur montage pour Un secret